# إيغور يوفيتشيفيتش
إيجور جوفيشفيو (مواليد 30 نوفمبر 1973)، هو مدرب كرة قدم كرواتي ولاعب محترف سابق وهو المسؤول حاليًا عن نادي الرائد السعودي.

## مسيرته الرياضية
بعد أن صنف زفونيمير بوبان الجديد عندما كان يلعب في فريق الشباب في النادي الكرواتي الأكثر نجاحًا دينامو زغرب مع 17 عامًا فقط وقع في صيف عام 1991 عقدًا مع ريال مدريد. كانت تكلفة نقله مليون دولار ومع ذلك فقد استند العقد إلى حقيقة أن Merengues ، في حالة اصطفافه في الفريق الأول سيتعين عليهم دفع ما مجموعه خمسة ملايين ، وهذا هو السبب المحتمل في جعله يلعب في الفرقة ب. هناك تدرب على يد رافائيل بينيتيز ، من بين آخرين وأتيحت له فرصة اللعب مع بعض الشباب مثل راؤول وغوتي.
في 11 يونيو 1995 أصيب أثناء اللعب ضد أوكرانيا مع منتخب كرواتيا تحت 21 عامًا. بعد توقف لمدة عام بسبب الإصابة عاد إلى كرواتيا ليلعب مع فريق آخر من العاصمة الكرواتية NK Zagreb. بعد ذلك لعب مع نادي يوكوهاما إف مارينوس من الدرجة الأولى في الدوري الياباني ونادي غواراني فوتيبول كلوب البرازيلي وفترة قصيرة في فرنسا مع نادي ميتز قبل الانتقال إلى الصين للعب مع شنيانغ دونجين وهو ممر منفصل في أوكرانيا مع كارباتي لفيف من قبل. أنهى مسيرته في الصين مرة أخرى بإصابة جديدة في أربطة الركبة وعمره 32 عامًا. بعد تقاعده عاد إلى إسبانيا هذه المرة إلى ماربيا حيث يمتلك حانة.

## وصلات خارجية
- إيجور جوفيشفيو على موقع اتحاد أوكرانيا (الإنجليزية)
- إيجور جوفيشفيو على موقع رابطة كرة القدم اليابانية للمحترفين (اليابانية)
- إيجور جوفيشفيو على موقع قاعدة بيانات كرة القدم.إي يو (الإنجليزية)
- إيجور جوفيشفيو على موقع Soccerway.com (الإنجليزية)
- إيجور جوفيشفيو على موقع عالم كرة القدم.نت (الإنجليزية)